# Predrag Materić
Predrag Materić (en serbe : Предраг Матерић), né le 12 juin 1977, à Belgrade, en République socialiste de Serbie, est un ancien joueur serbe, naturalisé français, de basket-ball. Il évolue aux postes d'arrière et d'ailier.

## Palmarès
- FIBA Europe Cup 2004-2005
- Champion de Yougoslavie 2002, 2004
- Coupe de Yougoslavie 2002

Champion Big East Conference 1995-1996